# Saison 1972-1973 des Celtics de Boston
La saison 1972-1973 des Celtics de Boston est la 27e saison de la franchise américaine de la National Basketball Association (NBA).
Les Celtics finissent la saison avec le meilleur bilan de la ligue, ainsi que le meilleur de l'histoire de la franchise, avec un bilan de 68-14. Dave Cowens remporte le titre de NBA Most Valuable Player.
Durant les playoffs, en finale de conférence, les Celtics perdent face au futur champion NBA, les Knicks de New York.

## Draft
| Tour | Rang | Joueur        | Position | Nationalité | Provenance          |
| ---- | ---- | ------------- | -------- | ----------- | ------------------- |
| 1    | 10   | Paul Westphal | PG/SG    | États-Unis  | Southern California |
| 2    | 27   | Dennis Wuycik | SF       | États-Unis  | North Carolina      |
| 11   | 165  | Mark Minor    | F        | États-Unis  | Ohio State          |

## Classement de la saison régulière
| Conférence Est | Conférence Est         | Conférence Est | Conférence Est | Conférence Est |
| No             | Franchise              | Vic.           | Déf.           | PCT            |
| -------------- | ---------------------- | -------------- | -------------- | -------------- |
| 1              | Celtics de Boston      | 68             | 14             | 82.9           |
| 2              | Knicks de New York     | 57             | 25             | 69.5           |
| 3              | Bullets de Baltimore   | 52             | 30             | 63.4           |
| 4              | Hawks d'Atlanta        | 46             | 36             | 56.1           |
|                |                        |                |                |                |
| 5              | Rockets de Houston     | 33             | 49             | 40.2           |
| 6              | Cavaliers de Cleveland | 32             | 50             | 39.0           |
| 7              | Braves de Buffalo      | 21             | 61             | 21.6           |
| 8              | 76ers de Philadelphie  | 9              | 73             | 11.0           |

| Division Atlantique   | V  | D  | PCT  | GB |
| --------------------- | -- | -- | ---- | -- |
| Celtics de Boston     | 68 | 14 | 82.9 | -  |
| Knicks de New York    | 57 | 25 | 69.5 | 11 |
| Braves de Buffalo     | 21 | 61 | 21.6 | 47 |
| 76ers de Philadelphie | 9  | 73 | 11.0 | 59 |

## Effectif
| Numéro | Joueur         | Position | Provenance      |
| ------ | -------------- | -------- | --------------- |
| 7      | Art Williams   | PG       | Cal Poly Pomona |
| 10     | Jo Jo White    | PG       | Kansas          |
| 11     | Steve Kuberski | SF       | Bradley         |
| 12     | Don Chaney     | SG       | Houston         |
| 16     | Tom Sanders    | SF       | NYU             |
| 17     | John Havlicek  | SF       | Ohio State      |
| 18     | Dave Cowens    | C        | Florida State   |
| 19     | Don Nelson     | SF       | Iowa            |
| 20     | Mark Minor     | SF       | Ohio State      |
| 29     | Hank Finkel    | C        | Dayton          |
| 35     | Paul Silas     | PF       | Creighton       |
| 44     | Paul Westphal  | SG       | USC             |

## Playoffs

### Demi-finale de conférence
(1) Celtics de Boston vs. (4) Hawks d'Atlanta : Boston remporte la série 4-2
- Game 1 @ Boston : Boston 134, Atlanta 109
- Game 2 @ Atlanta : Boston 126, Atlanta 113
- Game 3 @ Boston : Atlanta 118, Boston 105
- Game 4 @ Atlanta : Atlanta 97, Boston 94
- Game 5 @ Boston : Boston 108, Atlanta 101
- Game 6 @ Atlanta : Boston 121, Atlanta 103

### Finale de conférence
(1) Celtics de Boston vs. (2) Knicks de New York : Boston s'incline dans la série 4-3
- Game 1 @ Boston : Boston 134, New York 108
- Game 2 @ New York : New York 129, Boston 96
- Game 3 @ Boston : New York 98, Boston 91
- Game 4 @ New York : New York 117, Boston 110 (2OT)
- Game 5 @ Boston : Boston 98, New York 97
- Game 6 @ New York : Boston 110, New York 100
- Game 7 @ Boston : New York 94, Boston 78

## Statistiques

### Saison régulière
| Joueur         | Matchs | Min/m. | % Tir | % LF | Rbds/m. | Pass/m. | Pts/m. |
| -------------- | ------ | ------ | ----- | ---- | ------- | ------- | ------ |
| Don Chaney     | 79     | 31.5   | .482  | .787 | 5.7     | 2.8     | 13.1   |
| Dave Cowens    | 82     | 41.8   | .452  | .779 | 16.2    | 4.1     | 20.5   |
| Hank Finkel    | 76     | 6.5    | .451  | .538 | 2.0     | 0.3     | 2.4    |
| John Havlicek  | 80     | 42.1   | .450  | .858 | 7.1     | 6.6     | 23.8   |
| Steve Kuberski | 78     | 9.8    | .403  | .774 | 2.5     | 0.3     | 4.4    |
| Mark Minor     | 4      | 5.0    | .250  | .750 | 1.0     | 0.5     | 1.3    |
| Don Nelson     | 72     | 19.8   | .476  | .846 | 4.4     | 1.4     | 10.8   |
| Tom Sanders    | 59     | 7.2    | .315  | .657 | 1.5     | 0.5     | 2.0    |
| Paul Silas     | 80     | 32.7   | .470  | .700 | 13.0    | 3.1     | 13.3   |
| Paul Westphal  | 60     | 8.0    | .420  | .779 | 1.1     | 1.2     | 4.1    |
| Jo Jo White    | 82     | 39.6   | .431  | .781 | 5.0     | 6.1     | 19.7   |
| Art Williams   | 81     | 12.0   | .421  | .768 | 2.2     | 2.9     | 3.2    |

### Playoffs
| Joueur         | Matchs | Min/m. | % Tir | % LF | Rbds/m. | Pass/m. | Pts/m. |
| -------------- | ------ | ------ | ----- | ---- | ------- | ------- | ------ |
| Don Chaney     | 12     | 24.0   | .476  | .706 | 3.3     | 2.1     | 7.5    |
| Dave Cowens    | 13     | 46.0   | .473  | .659 | 16.6    | 3.7     | 21.9   |
| Hank Finkel    | 7      | 3.3    | .667  |      | 0.9     | 0.4     | 1.7    |
| John Havlicek  | 12     | 39.9   | .477  | .824 | 5.2     | 5.4     | 23.8   |
| Steve Kuberski | 12     | 7.9    | .413  | .700 | 1.2     | 0.3     | 3.8    |
| Don Nelson     | 13     | 23.3   | .465  | .875 | 2.9     | 1.2     | 11.0   |
| Tom Sanders    | 5      | 4.8    | .556  | .000 | 1.0     | 0.2     | 2.0    |
| Paul Silas     | 13     | 39.4   | .392  | .620 | 15.1    | 3.0     | 9.6    |
| Paul Westphal  | 11     | 9.9    | .487  | .714 | 0.6     | 0.8     | 3.9    |
| Jo Jo White    | 13     | 44.8   | .450  | .907 | 4.2     | 6.4     | 24.5   |
| Art Williams   | 10     | 15.6   | .447  | .750 | 2.7     | 4.1     | 4.8    |

## Récompenses
- Most Valuable Player : Dave Cowens
- Coach of the Year : Tom Heinsohn
- All-NBA First Team :
  - John Havlicek
- NBA All-Defensive Team :
- First Team :
  - John Havlicek
- Second Team :
  - Paul Silas
  - Don Chaney